# Імхонет
Імхонет — російський рекомендаційний сервіс (рекомендаційна система), експертну роботу в якому виконують самі користувачі. Звідси і назва сервісу, яке є похідним від англійських абревіатури IMHO (англ. In My Humble Opinion — «на мою скромну думку») і слова «net» (англ. мережа).

## Опис
В Інтернеті існують рекомендаційні системи, що спеціалізуються тільки на одному типі контенту, наприклад: Last.fm (музика), Netflix Prize (кінофільми). Ідея створення рекомендаційного сервісу, що працює одночасно з різними видами контенту, належить Олександру Долгіну — професору НДУ ВШЕ. Розробивши її в книзі «Економіка символічного обміну», він запустив мультикультурну систему, побудовану за принципом «рекомендаційного супермаркету». Імхонет допомагає користувачеві оптимізувати свій вибір у різних культурних і навколокультурну областях (літературі, кіно, комп'ютерних іграх, винах і так далі), підвищуючи тим самим якість особистісного часу людини.
У той же час це соціальна мережа нового покоління: спільноти за смаками та інтересам формуються тут в автоматизованому режимі.
Рекомендації розраховуються наступним чином: користувач оцінює за десятибальною шкалою книги, фільми і так далі. На основі виставлених оцінок програма будує його споживчий профіль. Порівнює профілі різних користувачів і формує спільноти однодумців — людей з близькими смаками. Після чого організовує обмін думками всередині цих спільнот. Таким чином, вартісні та важливі твори підказують один одному люди, а не комп'ютер. Цей принцип, а він називається колаборативною фільтрацією, нагадує звичний механізм людського поговору, тільки автоматизований.

## Історія сайту
Проект стартував в квітні 2007 року з розділу «Книги», через рік відкрилося вже 13 розділів: «Книги», «Фільми», «ТВ-гід», «Сцена», «Вірші», «Музика», «Радіо», «Ігри», «Сайти», «Архітектура», «Лекції», «Інтереси», «Вино». За перший рік роботи у проекту з'явилося 100 000 користувачів, на 12.09.2011 р. — більше 700 000.
У конкурсі «РОТОР 2008» Імхонет став фіналістом в номінаціях «Інтернет-спільноти року», «Мережевий сервіс року» та переможцем в номінації «кіносайт року».
За час існування сайт пережив безліч редизайнів, безперервно оновлюючи і змінюючи функціональність. З 01.08.2011 сайт був переведений на нову версію, що викликала бурхливу критику і протести учасників проекту, незадоволених тим, що з привабливого для багатьох нейтрального рекомендаційного сервісу сайт перетворився в нав'язливо-дидактичний комерційний ресурс зі значною рекламною складовою. Незважаючи на це, з 01.09.2011 стара версія сайту була відключена.